# Парусный псевдотрихонот
Парусный псевдотрихонот (лат. Pseudotrichonotus altivelis) — один из двух видов морских рыб семейства Pseudotrichonotidae (второй — Pseudotrichonotus xanthotaenia Parin, 1992), обитающий у побережья японского полуострова Идзу.
Небольшая рыба длиной 9 сантиметров. Тело удлинённое, цилиндрическое, рот маленький, развит орган боковой линии. Чешуя циклоидная. Спинной плавник имеет 33 луча, анальный плавник — от 13 до 15 лучей, брюшные плавники и грудные плавники — от 7 до 11 лучей. Плавательный пузырь отсутствует.
Парусный псевдотрихонот живёт на глубине до 30 метров на песчаном дне, в которое он в случае опасности зарывается. 